# Life is Feudal (серия игр)
Life is Feudal — серия компьютерных игр в средневековом сеттинге, разрабатываемая компанией Bitbox Ltd. Базируясь на собственных проектах — Life is Feudal: Your Own и Life is Feudal: MMO, Bitbox Ltd расширил франшизу, выступив издателем для других игр, таких как Forest Village от разработчика MindIllusion.

## История разработки 2011—2013
Летом 2011 года маленькая команда инди-разработчиков, которая позднее стала называться Bitbox Ltd, создала работающую демонстрацию концепта игры Life is Feudal: MMO, показывающая многие игровые механики, такие как мультиплеер в реальном времени, терраформинг и создание объектов. Сейчас визуальный концепт игры доступен для просмотра на официальном Youtube канале игры. Архивная копия от 6 апреля 2017 на Wayback Machine
После нахождения инвестора, разработка продолжилась в течение 2 лет, а команда, изначально состоявшая из 5 человек, расширилась до 15.

## История разработки 2014 — Настоящее время
Life is Feudal: Your Own изначально была выпущена Bitbox Ltd. на платформе Steam в сентябре 2014 года в рамках программы раннего доступа. Игра вошла в десятку продаваемых игр в Steam в течение двух недель, получив 93 % положительных отзывов Архивная копия от 2 сентября 2017 на Wayback Machine. За месяц было продано более 100 000 копий Life is Feudal: Your Own и ее популярность продолжала расти. По состоянию на начало марта 2017 года, количество проданных цифровых копий игры оценивается более чем в 370 тыс. экземпляров Архивная копия от 17 марта 2017 на Wayback Machine.
После релиза Life is Feudal: Your Own, Bitbox Ltd. начали расширять команду, чтобы сфокусироваться на Life is Feudal: MMO. Закрытое бета-тестирование началось во второй половине 2016 года. Bitbox Ltd. также объявил о партнерстве с компанией Xsolla для поддержки Life is Feudal: MMO.
В 2016 году Bitbox Ltd. также опубликовал другую игру франшизы Life is Feudal — Life is Feudal: Forest Village, находящуюся в разработке студией MindIllusion и доступной в программе раннего доступа Steam. Life is Feudal: Forest Village — это альтернативный подход к тому же сценарию, с которым сталкиваются игроки в предыдущих играх франшизы. В этой игре игроку дается контроль над поселением, которое постоянно сталкивается с такими проблемами как смена времен года, голод, болезни и другими.

## Cистемные требования
- ОС(64-bit): Windows 7 (SP1), Windows 8.1, Windows 10
- Процессор (AMD): Phenom II X4 with at least 2,5 GHz
- Процессор (Intel): Core i5 2,5 GHz
- ОЗУ: 4 гб
- Видеокарта (AMD): Radeon™ HD 5850
- Видеокарта (NVIDIA): GeForce® GTX 460
- DirectX: 11.0
- Интернет соединение: 2 мб/сек или быстрее
- Широкополосное интернет соединение
- Место на жестком диске: 20 гб

## Life Is Feudal: MMO
В конце ноября 2016 года компанией Bitbox было объявлено о начале Закрытого тестирования Life is Feudal: MMO — идейной продолжательницы серии.

## Life is Feudal: Your Own

### Отличительные особенности
Life is Feudal: Your Own является более сокращенной, «карманной» версией MMO, ее предшественницей, чье действие происходит на острове протяженностью 3x3 км, который, возможно, послужит основой для начального острова в ММО версии.
В отличие от ММО версии, Your Own не рассчитана на большой онлайн и является мультиплеерной RPG, где одновременно на одном сервере могут находиться не более 64 человек.
В отличие от стабильного внутриигрового мира MMO, где игроки переписывают историю, а также сами создают расстановку сил на континенте, не затрагивая технические нюансы серверы самой игры, игроки могут создавать свои небольшие сервера Life Is Feudal и редактировать их по своему усмотрению, используя либо внутриигровые интерфейсы, либо утилиты dedicated серверов Steam.
Другими словами, сервера Life Is Feudal: Your Own не являются статичными.
На самих серверах администраторы также имеют все возможности модернизировать игру в соответствии со своими представлениями и необходимостями. К примеру, редактировать систему скиллкапа или определять начало Судного часа. В игре внедрена несколько упрощенная система гильдий, земельной собственности, отсутствуют инстансные сражения и значительно упрощена система осад.
Life is Feudal: Your Own вышла из раннего доступа 17 ноября 2015 года, с трейлером, озвученным Шоном Бином. В то время как версия игры периода раннего доступа использовала DIrectX 9 в качестве графического движка, релизная версия представила глобальное улучшение графики и переход на DirectX11, а также новые игровые механики, исправления ошибок и баланса. По состоянию на март 2017 года игра активно поддерживается разработчиками, включая патчи с новыми механиками и исправлениями ошибок.